# Јелена Тркуља
Јелена Тркуља је српска позоришна, телевизијска и гласовна глумица. Чланица је Позоришта „Бошко Буха”.

## Биографија
Глуму је дипломирала 2008. године на Факултету драмских уметности Универзитета уметности у Београду у класи професорке Гордане Марић. С њом су студирали Андријана Оливерић, Милан Тубић, Раде Ћосић, Владимир Тешовић, Александра Томић, Михаило Максимовић, Амра Латифић и Ташана Ђорђевић.
Већ наредне године остварила је своју прву филмску улогу у Меденом месецу, Горана Паскаљевића. На 45. Филмским сусретима у Нишу, награђена за најбољу дебитантску улогу у овом остварењу.
Касније се појавила у серијама Здравка Шотре Грех њене мајке и Непобедиво срце, те ауторском филму Слободана Поповића Авала. Једну од улога остварила је у филму Дневник машиновође, те истоименој серији Милоша Радовића. У телевизијској серији Сумњива лица тумачила је једну од главних улога, где је играла као Сању, сестру Милорада Цвијовића. Појавила се и у трећој сезони теленовеле Игра судбине.
Крајем 2016, дневни лист Курир уврстио ју је међу 10 најзапаженијих младих глумица те године. Позајмила је свој глас мноштву цртаних филмова.

## Улоге

### Позоришне представе
| Наслов                               | Улога                                                                         | Редитељ             | Позориште                       | Премијера           |
| ------------------------------------ | ----------------------------------------------------------------------------- | ------------------- | ------------------------------- | ------------------- |
| Крчмарица Мирандолина                | Дејанира (од сезоне 2013/14)                                                  | Југ Радивојевић     | Позориште „Бошко Буха”          | 25. фебруар 2007.   |
| Црвенкапа                            | Бака, Мама, Лисица                                                            | Стеван Бодрожа      | Културни центар Панчева         | 12. март 2007.      |
| Сусрет                               | Ева, Ана                                                                      | Предраг Стојменовић | ДАДОВ                           | 8. новембар 2007.   |
| Тартиф                               | Маријана (премијерно играла Данијела Штајнфелд)                               | Егон Савин          | Југословенско драмско позориште | 3. април 2008.      |
| Алиса у земљи чуда                   |                                                                               | Ненад Гвозденовић   | Културни центар Панчева         | 21. април 2008.     |
| Мала сирена                          | Друга Русалка                                                                 | Милан Караџић       | Позориште „Бошко Буха”          | 1. март 2009.       |
| Чекаоница                            | Девојка, шеф продавнице                                                       | Борис Лијешевић     | Атеље 212                       | 23. јануар 2010.    |
| Записи из подземља                   | Лиза                                                                          | Ана Ђорђевић        | Југословенско драмско позориште | 11. мај 2010.       |
| Елијахова столица                    | Паула Милер                                                                   | Борис Лијешевић     | Југословенско драмско позориште | 16. октобар 2010.   |
| Школа за жене                        | Агнеса                                                                        | Александра Павловић | УК „Вук Стефановић Караџић“     | 16. јун 2011.       |
| Новогодишња песмарица                | Вештица, Сека                                                                 | Бошко Ђорђевић      | Позориште „Бошко Буха”          | 17. децембар 2011.  |
| Последњи змај                        | Омаја                                                                         | Милан Караџић       | Позориште „Бошко Буха”          | 11. април 2012.     |
| Иза кулиса                           | Белинда, Флавија                                                              | Југ Радивојевић     | Позориште „Бошко Буха”          | 9. мај 2012.        |
| Главо луда                           | Ивана                                                                         | Никола Булатовић    | Позориште на Теразијама         | 28. септембар 2012. |
| Царев заточник                       | Баба Полексија                                                                | Милан Караџић       | Позориште „Бошко Буха”          | 11. новембар 2012.  |
| Снежна краљица                       | Принцеза                                                                      | Милан Караџић       | Позориште „Бошко Буха”          | 11. децембар 2012.  |
| Нова Нова Година                     | Анастасија                                                                    | Бошко Ђорђевић      | Позориште „Бошко Буха”          | 22. децембар 2012.  |
| Три чекића (о српу и да не говоримо) | Алка                                                                          | Јован Грујић        | Позориште „Бошко Буха”          | 25. мај 2013.       |
| Киша                                 | Томина мама                                                                   | Даријан Михајловић  | Позориште „Бошко Буха”          | 9. фебруар 2014.    |
| Уносно место                         | Јулкица (алтернација Милени Живановић)                                        | Егон Савин          | Југословенско драмско позориште | 7. март 2014.       |
| У страху су велике очи               | Пава                                                                          | Милан Караџић       | Позориште „Бошко Буха”          | 15. март 2014.      |
| Мајка храброст и њена деца           | Катрин                                                                        | Ана Томовић         | Народно позориште у Београду    | 1. јун 2014.        |
| Књига друга                          | Мира                                                                          | Анђелка Николић     | Народно позориште у Београду    | 20. октобар 2014.   |
| Мајстори, мајстори                   | Сервирка I                                                                    | Милан Караџић       | Позориште „Бошко Буха”          | 2. април 2015.      |
| Краљ комедије                        | Ме, Долорес, Кети Лонг, Пијана матора, Бескућница                             | Ана Томовић         | Позориште „Бошко Буха”          | 12. септембар 2015. |
| Чаробњак из Оза                      | Јужна вештица                                                                 | Сташа Копривица     | Позориште „Бошко Буха”          | 9. новембар 2015.   |
| Звездарски витез                     | Нера                                                                          | Ђурђа Тешић         | Позориште „Бошко Буха”          | 19. март 2016.      |
| Пепељуга                             | Пепељуга                                                                      | Ива Милошевић       | Позориште „Бошко Буха”          | 19. новембар 2016.  |
| Петар Пан                            | Тобелијо                                                                      | Милан Караџић       | Позориште „Бошко Буха”          | 15. децембар 2016.  |
| Тако је (ако вам се тако чини)       | Госпођа Понца (премијерно играла Невена Ристић)                               | Јагош Марковић      | Југословенско драмско позориште | 4. јун 2017.        |
| Флорентински шешир                   | Клара модискиња                                                               | Даријан Михајловић  | Позориште „Бошко Буха”          | 10. децембар 2017.  |
| Питам се, питам, колико сам битан    | Приповедач 3                                                                  | Јана Маричић        | Позориште „Бошко Буха”          | 1. април 2018.      |
| Робин Худ                            | Леди Маријана                                                                 | Вељко Мићуновић     | Позориште „Бошко Буха”          | 6. октобар 2018.    |
| Вртешка                              | Собарица                                                                      | Даријан Михајловић  | Позориште „Бошко Буха”          | 31. март 2019.      |
| Коњић Грбоњић                        | Цар, Девојка, Други сељак                                                     | Ива Милошевић       | Позориште „Бошко Буха”          | 13. октобар 2019.   |
| Хајди                                | Петрова бака, Госпођица Ротенмајер, Мркуша, Ехо, Сељанка из Селца, Приповедач | Ђурђа Тешић         | Позориште „Бошко Буха”          | 19. јун 2021.       |
| Убиство у Оријент експресу           | Хелен Хабард                                                                  | Даријан Михајловић  | Позориште „Бошко Буха”          | 25. септембар 2022. |

### Филмографија
|                   | 2000▼ | 2010▼ | 2020▼ | Укупно |
| ----------------- | ----- | ----- | ----- | ------ |
| Дугометражни филм | 1     | 2     | 0     | 3      |
| ТВ филм           | 0     | 0     | 0     | 0      |
| ТВ серија         | 0     | 5     | 5     | 10     |
| Кратки филм       | 0     | 3     | 1     | 4      |
| Укупно            | 1     | 10    | 6     | 17     |

| Год.       | Назив                                  | Улога               |
| ---------- | -------------------------------------- | ------------------- |
| 2000-е▲    |                                        |                     |
| 2009.      | Медени месец                           | Вера                |
| 2010-е▲    |                                        |                     |
| 2010.      | Грех њене мајке (серија)               | Босиљка             |
| 2011—2012. | Непобедиво срце (серија)               | Душица              |
| 2015.      | Ноћна линија (кратки филм)             | Нина                |
| 2015.      | Авала                                  | Сестра Теодора      |
| 2015—2016. | Андрија и Анђелка (серија)             | Продавачица         |
| 2016.      | Победник остаје победник (кратки филм) |                     |
| 2016.      | Дневник машиновође                     | Колегиница психолог |
| 2016.      | Дневник машиновође (серија)            | Колегиница психолог |
| 2016—2017. | Сумњива лица (серија)                  | Сања                |
| 2018.      | Компромис (кратки филм)                | Маја                |
| 2020-е▲    |                                        |                     |
| 2020.      | Мочвара (серија)                       | Изуједана жртва     |
| 2020.      | Предстража (серија)                    |                     |
| 2020.      | A Girl at the Fence (кратки филм)      | Мира                |
| 2021.      | Авионџије (серија)                     | Дивна               |
| 2022.      | Игра судбине (серија)                  | Каја                |
| 2023.      | Закопане тајне (серија)                | Маша Узелац         |

### Гласовне улоге
| Радио драме |
| --- |
| - Ученице (2018) - Страва у источној капији (2018) - Вампир Пантелија (2019) - Од врата до врата (2019) - На прагу другог живота (2019) - Таса Миленковић и уцена у чаршији (2019) - Јелисавета Начић - Степенице ка небу (2019) - Оштећени (2020) - Заљубљени јорганџија Мика (2022) - Зазвижди и ја ћу ти доћи (2022) - Убодна тестера (2022) - Дан када је нестала чарапа (2023) - Ланац слободе (2023) - Дунђери (2023) - Отићи или остати (2023) |

| \| Година \| Назив \| Улога \| Студио \| \| ---------- \| ----------------------------- \| --------------- \| -------------- \| \| 2016.[98] \| У потрази за Дори \| Нада \| Ливада Београд \| \| 2017.[99] \| Балерина и Виктор \| Фелиси \| Басивити \| \| 2017.[100] \| Дружина из џунгле \| додатни гласови \| Басивити \| \| 2017.[101] \| Окто: Истраживач дубина \| \| Басивити \| \| 2017.[102] \| Снежна краљица 3: Ватра и лед \| \| Басивити \| \| 2017.[103] \| Тврд орах 2 \| \| Басивити \| \| 2018.[104] \| Патуљци узвраћају ударац \| \| Басивити \| \| 2018.[105] \| Чаробни принц \| Елеонор \| Басивити \| \| 2021.[106] \| Душа \| 22 \| Ливада Београд \| |                               |                 |                |
| Година | Назив                         | Улога           | Студио         |
| 2016. | У потрази за Дори             | Нада            | Ливада Београд |
| 2017. | Балерина и Виктор             | Фелиси          | Басивити       |
| 2017. | Дружина из џунгле             | додатни гласови | Басивити       |
| 2017. | Окто: Истраживач дубина       |                 | Басивити       |
| 2017. | Снежна краљица 3: Ватра и лед |                 | Басивити       |
| 2017. | Тврд орах 2                   |                 | Басивити       |
| 2018. | Патуљци узвраћају ударац      |                 | Басивити       |
| 2018. | Чаробни принц                 | Елеонор         | Басивити       |
| 2021. | Душа                          | 22              | Ливада Београд |

## Награде и признања
| Година | Остварење                         | Награда |
| ------ | --------------------------------- | --- |
| 2007.  | Црвенкапа                         | Награда за најбољу глумицу, у деоби са Иваном Николић, за више улога у представи на Петом дечјем позоришном фестивалу Позориште Звездариште |
| 2010.  | Медени месец                      | Награда за најбољу дебитантску улогу на 45. Фестивалу глумачких остварења „Филмски сусрети” у Нишу                                          |
| 2015.  | У страху су велике очи            | Награда за глумицу фестивала на Дванаестом дечјем позоришном фестивалу Позориште Звездариште                                                |
| 2020.  | Питам се, питам, колико сам битан | Награда за најбоље глумачко остварење на Трећем зимском позоришном фестивалу за децу у Алексинцу                                            |
| 2023.  | Убиство у Оријент експресу        | Награда за најбољу младу глумицу на 49. фестивалу „Дани комедије” у Јагодини                                                                |
| 2023.  | Хајди                             | Награда за глумачку бравуру на фестивалу „Новосадске позоришне игре“                                                                        |

## Галерија
- Представа Главо луда
- Представа Главо луда
- Прва здесна у представи Мала сирена